# Родерволде
Родерволде (нід. Roderwolde) — село в нідерландській провінції Дренте. Входить до муніципалітету Норденвелд.
Його площа становить 0,67 км², а населення станом на 2021 рік складало 305 осіб.
Перша згадка про населений пункт датується 1139 роком.

## Галерея

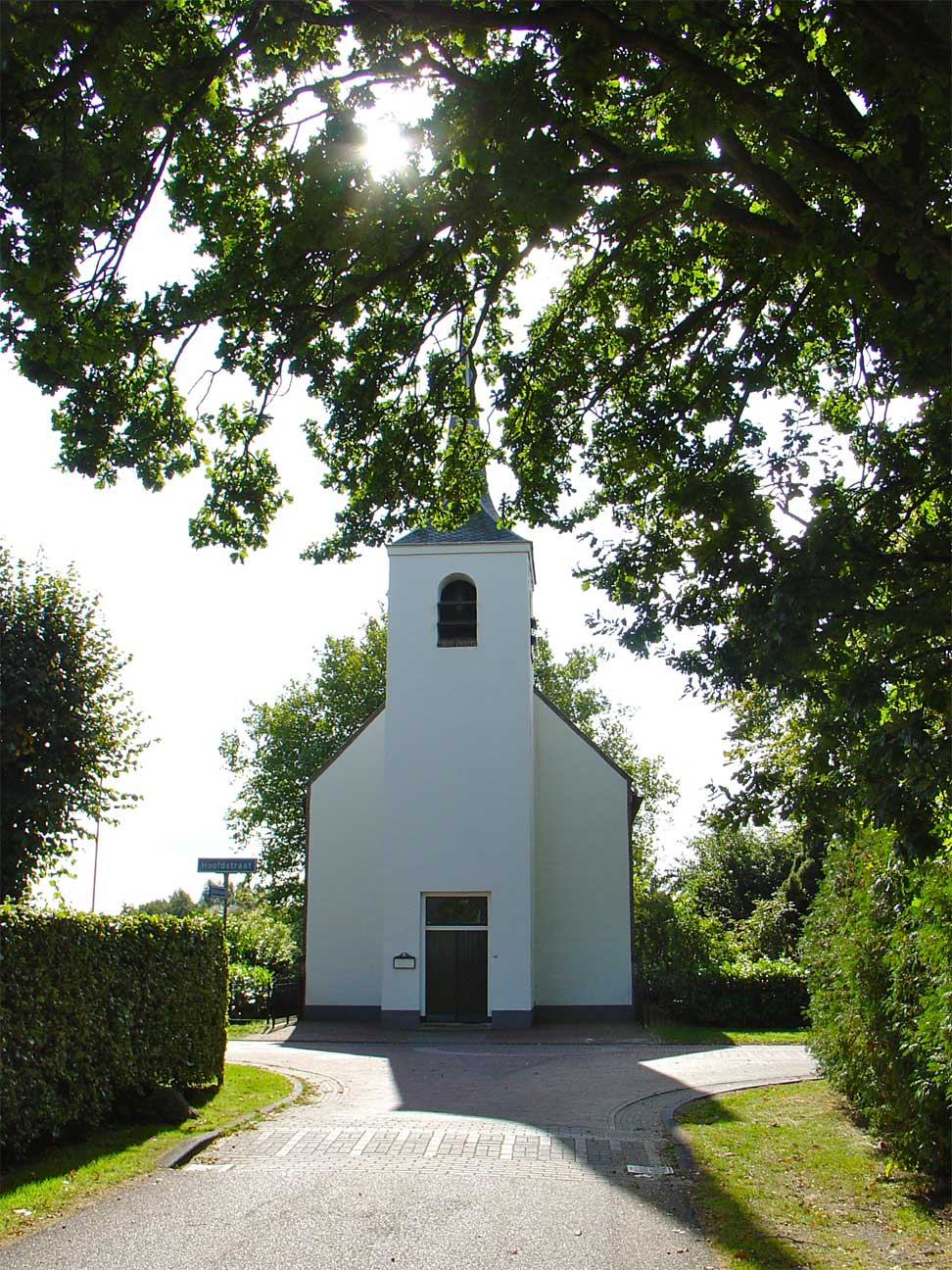
Церква св. Якобса
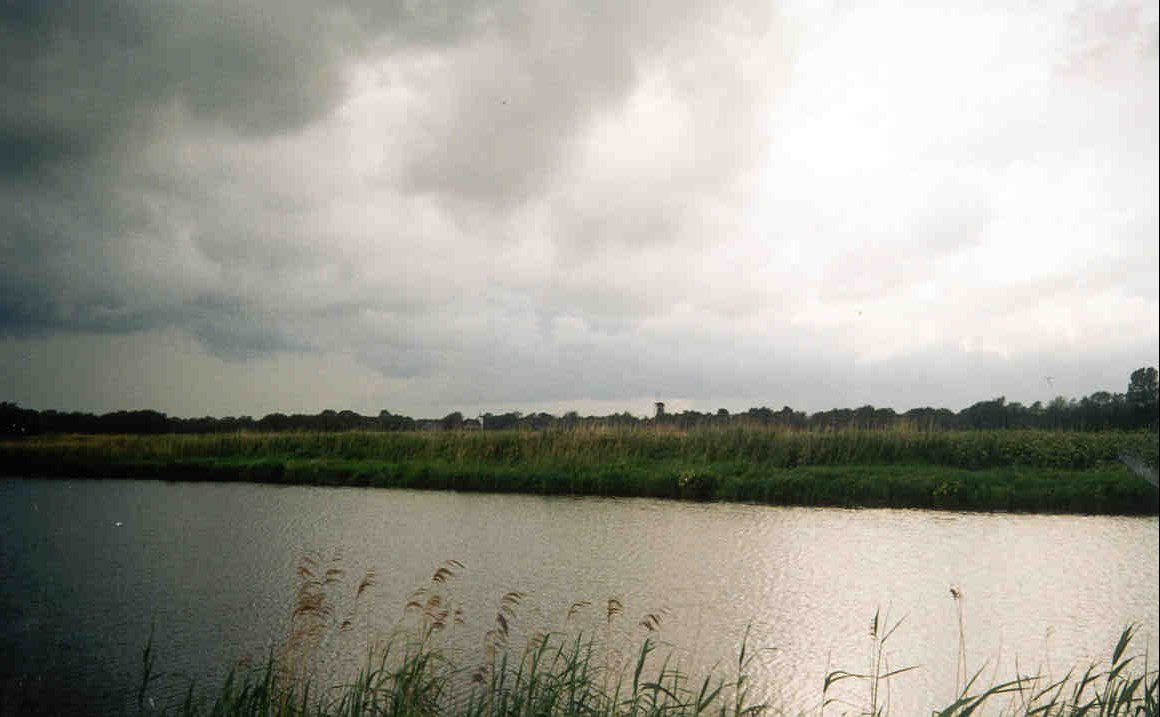
Природа біля села
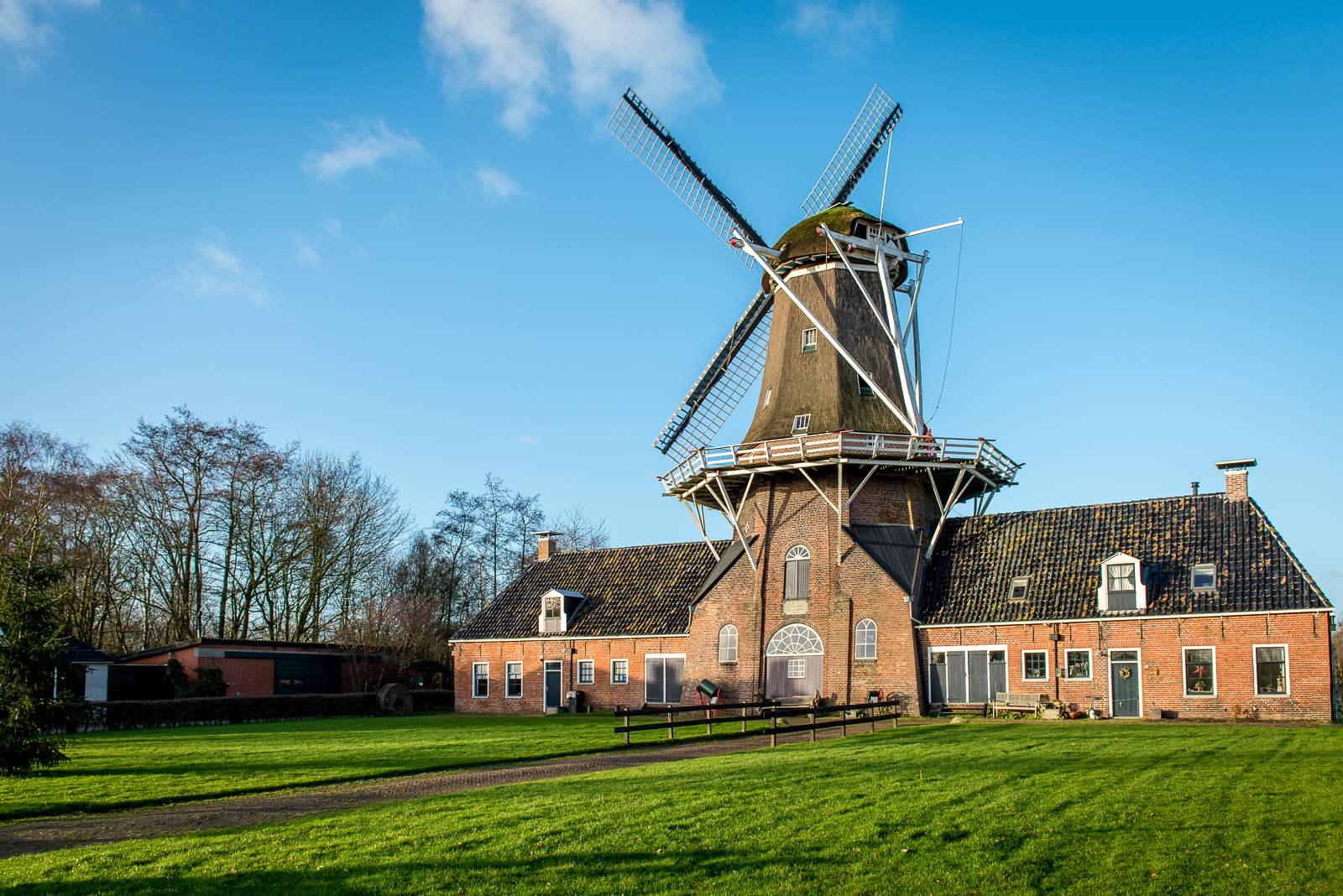
Вітряк Woldzigt
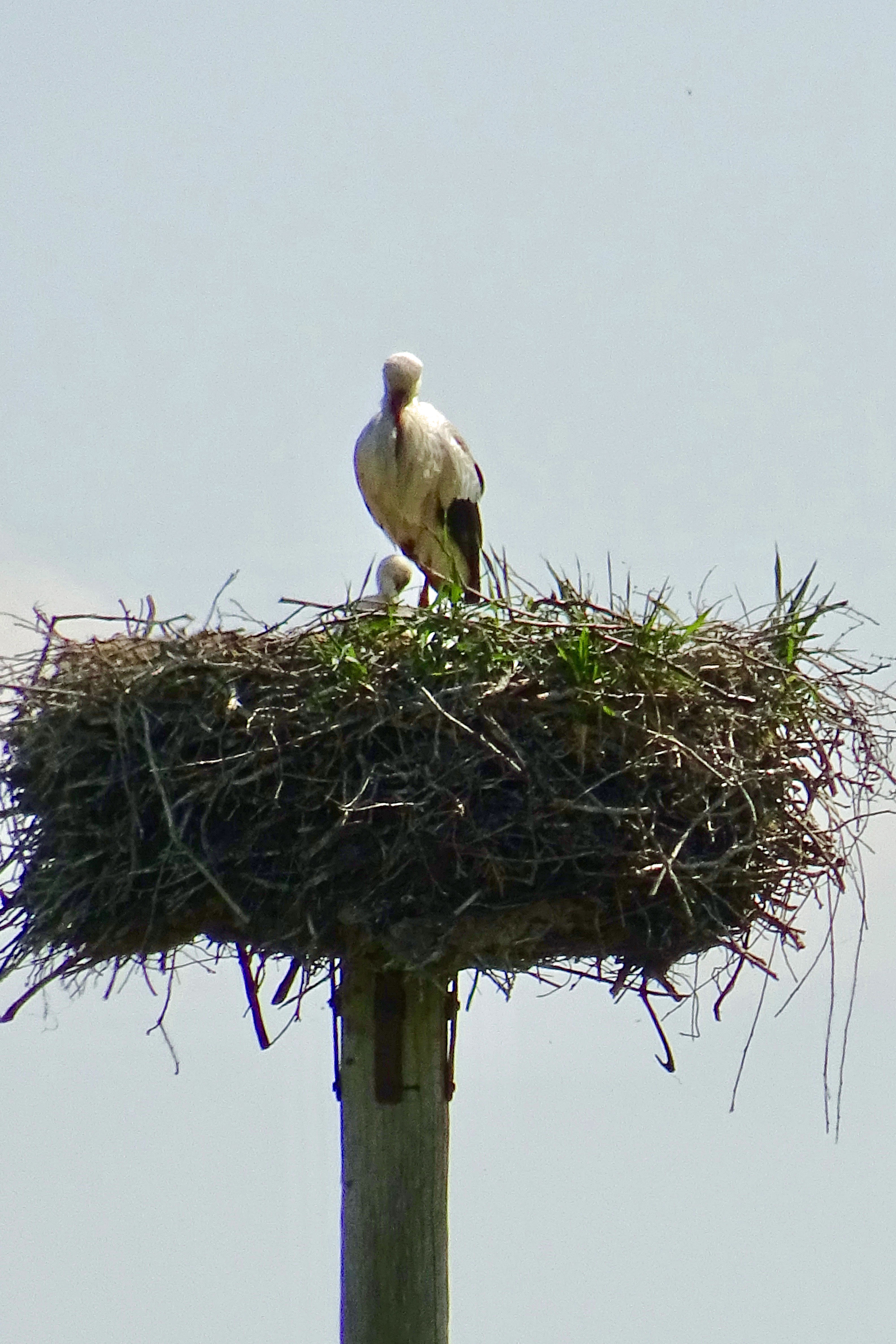
Гніздо лелеки у селі